# Grupo RBS
El Grupo RBS (Rede Brasil Sul) es un grupo de medios de comunicación regional que actúa en el sur de Brasil, más específicamente en Río Grande del Sur, en Santa Catarina y en algunas regiones del estado de Paraná. En estos estados, RBS cuenta con ocho periódicos, cuatro portales de Internet una operación para el mercado rural, una grabadora, 16 emisoras de radio y una empresa de marketing, a Direkt. También, posee 12 emisoras de televisión afiliadas a la Rede Globo, además de cuatro nuevas en implantación, volviéndose la mayor red regional de América Latina. La radio Rede Gaúcha Sat posee 110 emisoras afiliadas en nueve estados Brasileños.

## Historia
El grupo fue fundado en 31 de agosto de 1957 de Maurício Sirotsky Sobrinho, operando hoy en día en el área de radio, televisión, prensa, marketing, Internet, servicios de información y base social. Todo comenzó cuando Mauricio Sirotsky Sobrinho entró como socio de la Radio Gaúcha en 1957, iniciando la formación del Grupo RBS.

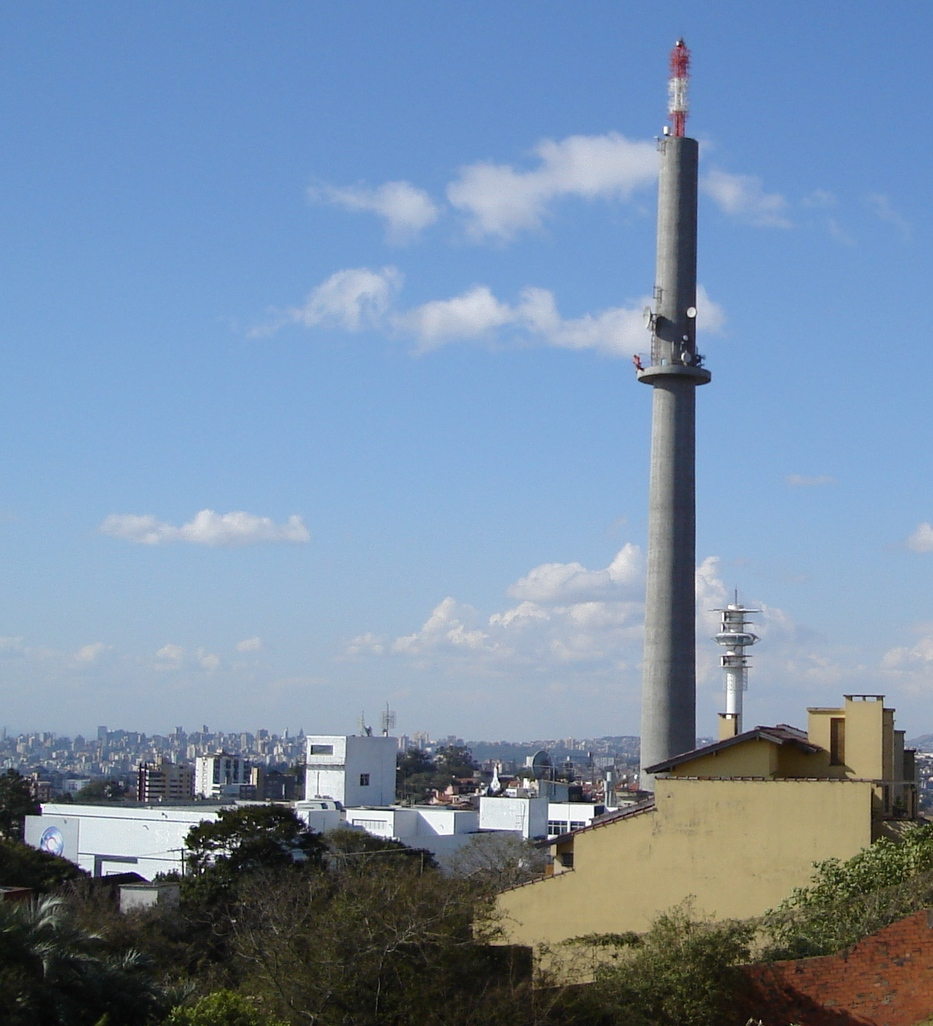
Sede de la RBS TV.

En 1962, la TV Gaúcha comienza en Porto Alegre, y más tarde en 1967, es una filial de la Rede Globo. En 1969 la primera red regional del país se funda en Caxias do Sul, la TV Caxias. En 1970, el RBS compró el primer periódico, Zero Hora.
Volviendo a la radio, en 1973 comienza la formación de la red de radio FM de RBS, y en 1976, la Radio Atlântida fue inaugurada en Porto Alegre. En 1979, el segmento de la televisión y la radio volvieron a crecer, con la inauguración de la estación emisora RBS TV en Florianópolis, Santa Catarina. Y la Radio Cidade FM se inauguró en Porto Alegre este año. Más tarde, en 1981, Radio Atlântida FM inaugura su filial en Florianópolis.
En 1982 el Grupo RBS inicia su inversión social con la inauguración de la Fundación RBS, hoy Fundación Mauricio Sirotsky Sobrinho. También fueron fundadas las radios Farroupilha AM en Porto Alegre y Diario da Manhã AM en Florianópolis. En 1986, más crecimiento en el área de los periódicos, con el lanzamiento del primer periódico de RBS en Santa Catarina, el Diario Catarinense, en Florianópolis.
En 1986, el fundador Maurício Sirotsky Sobrinho muere. Jayme Sirotsky asume luego la presidencia de la compañía, y se mantuvo hasta el 1991 cuando Nelson Sirotsky se convierte en presidente del RBS.

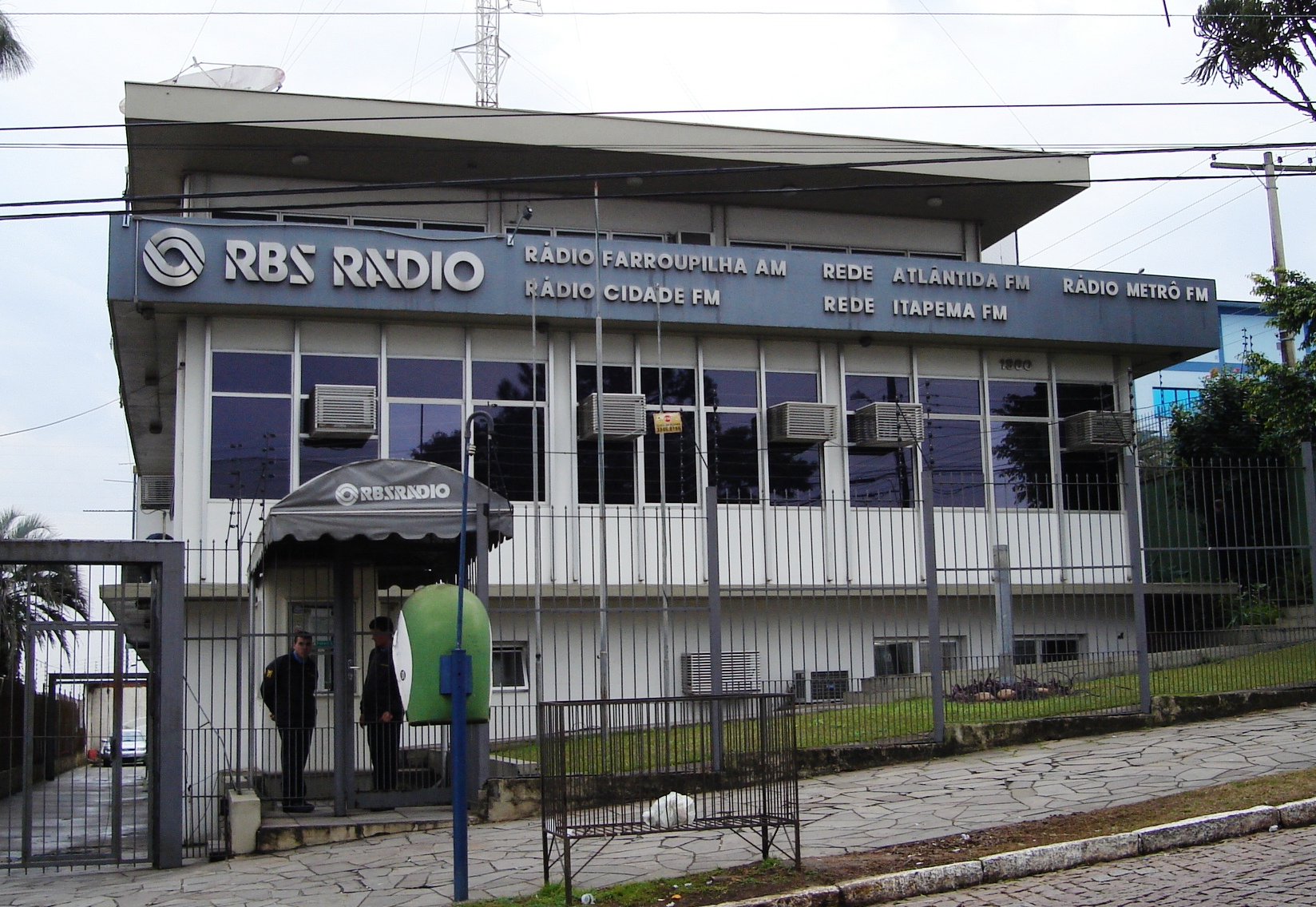
Sede de la RBS Radio.

En 1992 RBS compra Jornal de Santa Catarina de Blumenau y lanza la NET Sul, pionera en el mercado de televisión por cable. En 1993 el periódico Pionero de Caxias do Sul es adquirido por RBS. Y la Radio 102 FM abre en Porto Alegre.
Más aumento en el área de la televisión: en 1995 la TVCOM es creada en Porto Alegre, siendo la primera televisión comunitarioa en Brasil. En 1996 El Canal Rural es creado, con contenido dirigido al sector agrícola. También este año se hizo una asociación con Nutecnet para el desarrollo del primer portal de Internet en Brasil, el ZAZ (actualmente Terra). Se inaugura también Radio CBN 1340 AM en Porto Alegre.
En 2000 hay un enorme crecimiento en los segmentos de negocio del grupo RBS, con el lanzamiento del popular diario en formato tabloide Diário Gaúcho, distribuido originalmente en la región metropolitana de Porto Alegre, hoy días en todo el estado de Rio Grande do Sul. A RBS Interactiva se lanza, con dos servicios: el RBS Direct (actualmente Direkt) de marketing directo y el ClicRBS, el portal de Internet. El TVCOM abre en Florianópolis y Joinville. La NET Sul se asocia con la Globocabo y RBS se convierte en un miembro de la Plataforma Nacional de televisión por cable. La RBS Publicaciones se inauguró, siendo responsable por la publicación de libros y objetos de colección.

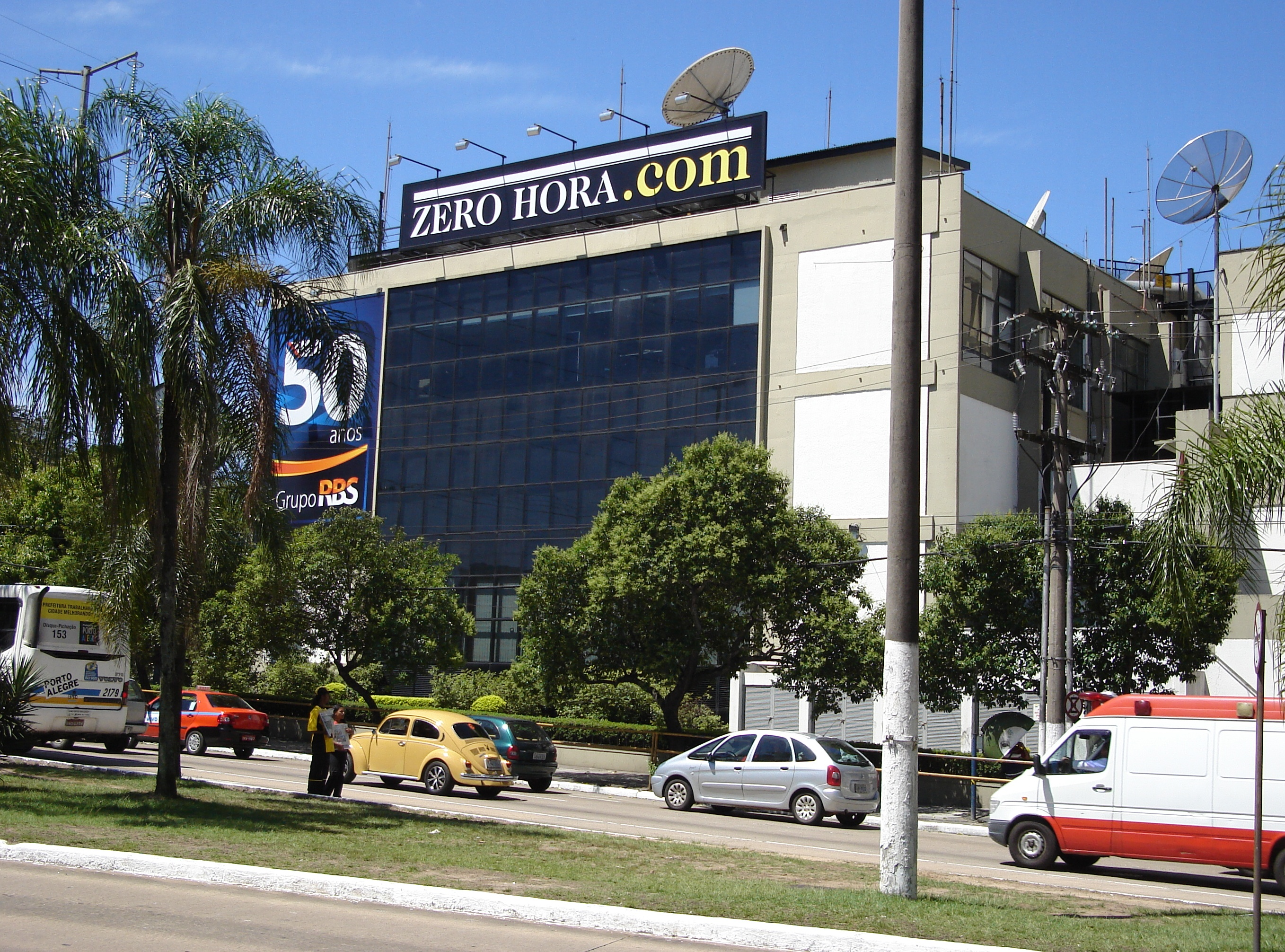
Sede del diario Zero Hora.

En 2001 se crea Vialog, una compañía de logística, que opera en el sur de Brasil. La grabadora ORBEAT Music es creada, y se centra en la escena musical del sur de Brasil. En 2002, Diario de Santa Maria es lanzado, siendo el sexto diario del Grupo RBS, y el cuarto en Río Grande do Sul. En 2003 la Red Itapema FM es creada. A mediados del 2006, se lanzan el portal hagah y el periódico popular Hora de Santa Catarina en el área metropolitana de Florianópolis. En el mismo año, es adquirido el diario La Noticia de Joinville.
En 2007, con motívo de sus 50 años, culminados al 31 de agosto, el Grupo RBS ha lanzado un nuevo logo de azul y Naranja, sin el RBS estilizado. Las empresas del grupo siguen con sus logotipos sin cambios.
También fue lanzada la exposición No ar 50 anos de vida, en la Usina del Gasómetro en Porto Alegre. La exposición multimedia, ofrece alta tecnología, una retrospectiva de los hechos y acontecimientos de los últimos 50 años a través de las portadas del periódico Zero hora, fotos, vídeos, sonido e incluso electrodomésticos antiguos.

## Las acciones contra el oligopolio del Grupo RBS
En 2008, el Ministerio Público Federal (MPF) en el estado brasileño de Santa Catarina presentó una acción civil pública (juicio N º. 2008.72.00.014043-5) contra el oligopolio de la empresa Rede Brasil Sul (RBS) al sur de Brasil. Le MPF solicitó a la empresa, entre otras medidas, la reducción del número de estaciones de radio y televisión en Santa Catarina (SC) y Río Grande do Sul (RS), por lo que la empresa sea en consonancia con la ley brasileña; y la cancelación de la compra del periódico A Noticia, de Joinville, en 2006 - que y ha dado lugar a ejercer un monopolio virtual de la empresa entre los diarios más importantes en el estado de Santa Catarina.

En 2009, el fiscal en Canoas (RS), Pedro Antonio Roso, pidió al Presidente del Grupo RBS, Nelson Sirotsky Pacheco, entre otros datos, el número de vehículos de televisión y a radio de propiedad du Grupo RBS en Rio Grande do Sul, "así como sus estaciones afiliadas de transmisión y de difusión". La requisa es parte de un procedimiento establecido por el Ministerio Público Federal para "investigar la posible aparición de prácticas monopólicas e irregularidades en las concesiones de radio y televisión por la parte del Grupo RBS en Rio Grande do Sul".

## Segmentos

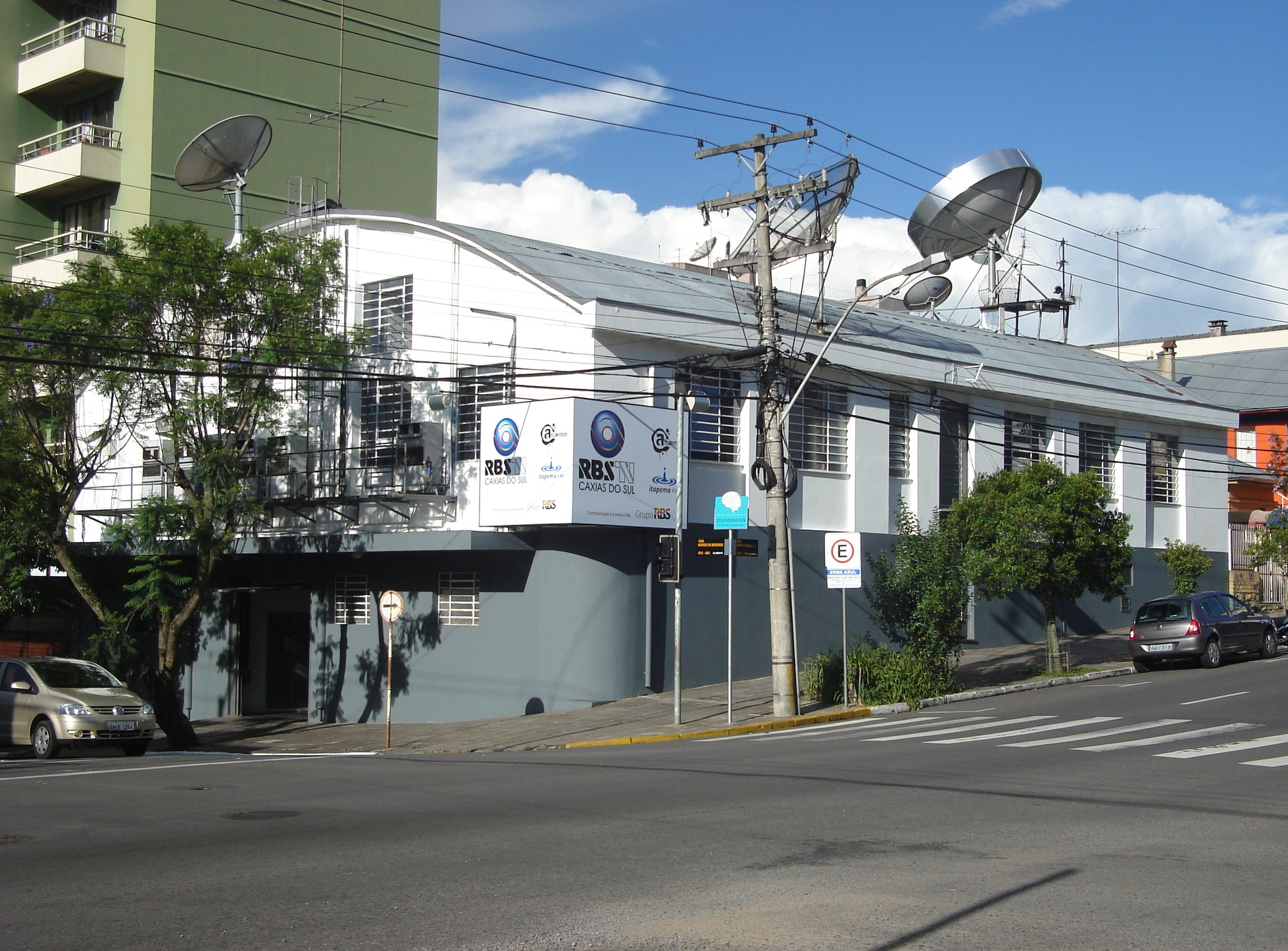
RBS TV Caxias do Sul

### Televisión
- RBS TV
  - RBS TV Porto Alegre - Porto Alegre
  - RBS TV Bagé - Bagé
  - RBS TV Caxias do Sul - Caxias do Sul
  - RBS TV Cruz Alta - Cruz Alta
  - RBS TV Erechim - Erechim
  - RBS TV Passo Fundo - Passo Fundo
  - RBS TV Pelotas - Pelotas
  - RBS TV Rio Grande - Rio Grande
  - RBS TV Santa Cruz do Sul - Santa Cruz do Sul
  - RBS TV Santa Maria - Santa Maria
  - RBS TV Santa Rosa - Santa Rosa
  - RBS TV Uruguaiana - Uruguaiana

### Radio

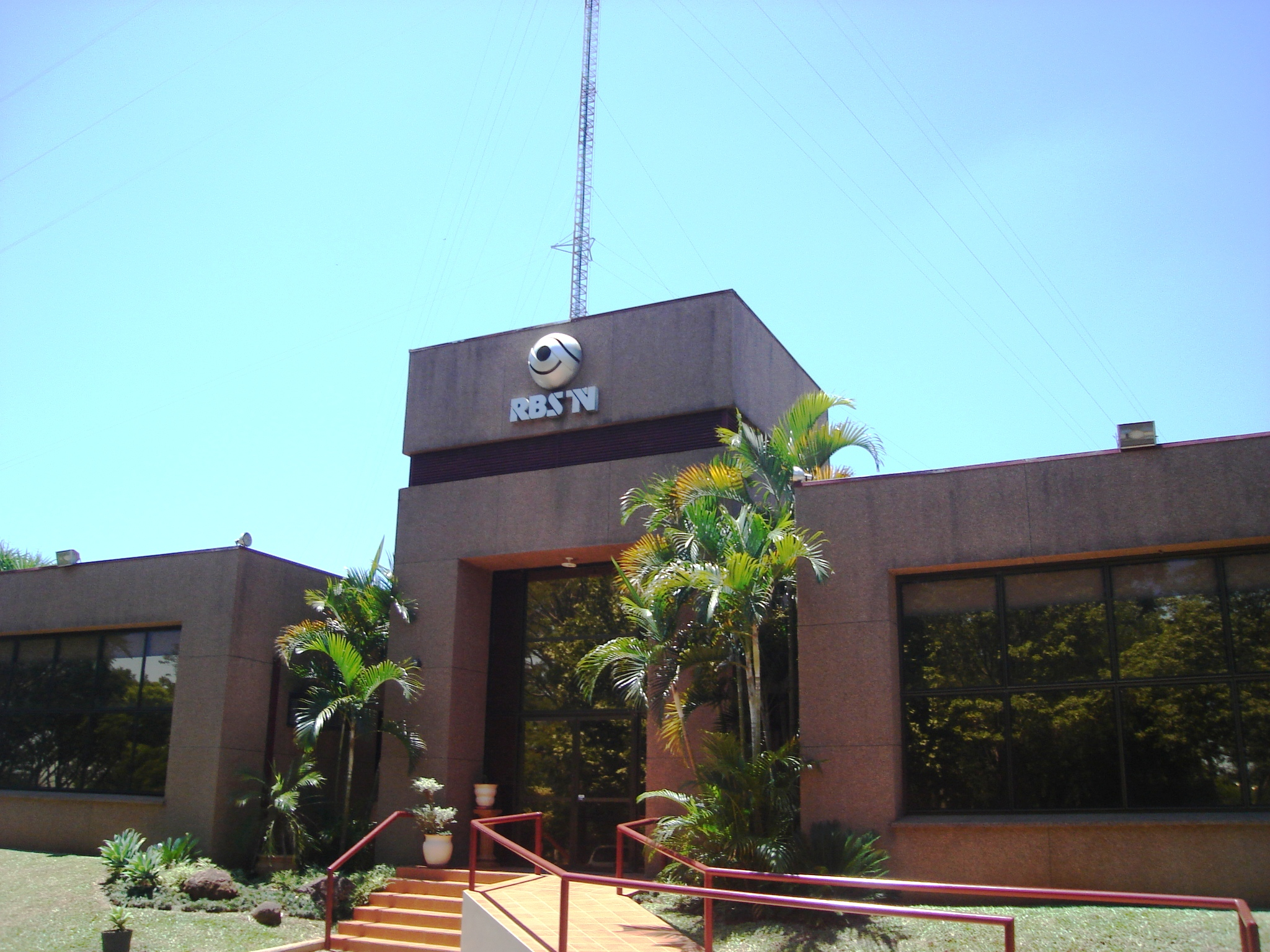
RBS TV Santa Rosa

- Rede Gaúcha Sat
  - Radio Gaúcha Santa Maria
  - Radio Gaúcha Serra
  - Radio Gaúcha Zona Sul
- Rede Atlântida
  - Atlântida FM Porto Alegre
  - Atlântida FM Beira Mar
  - Atlântida FM Caxias do Sul
  - Atlântida FM Passo Fundo
  - Atlântida FM Santa Cruz
  - Atlântida FM Santa Maria
  - Atlântida FM Zona Sul
- Rádio Farroupilha
- CBN Porto Alegre
- 92 FM
- 102.3 FM

### Jornal
- Zero Hora
- Diário Gaúcho
- Pioneiro
- Diário de Santa Maria

### Internet

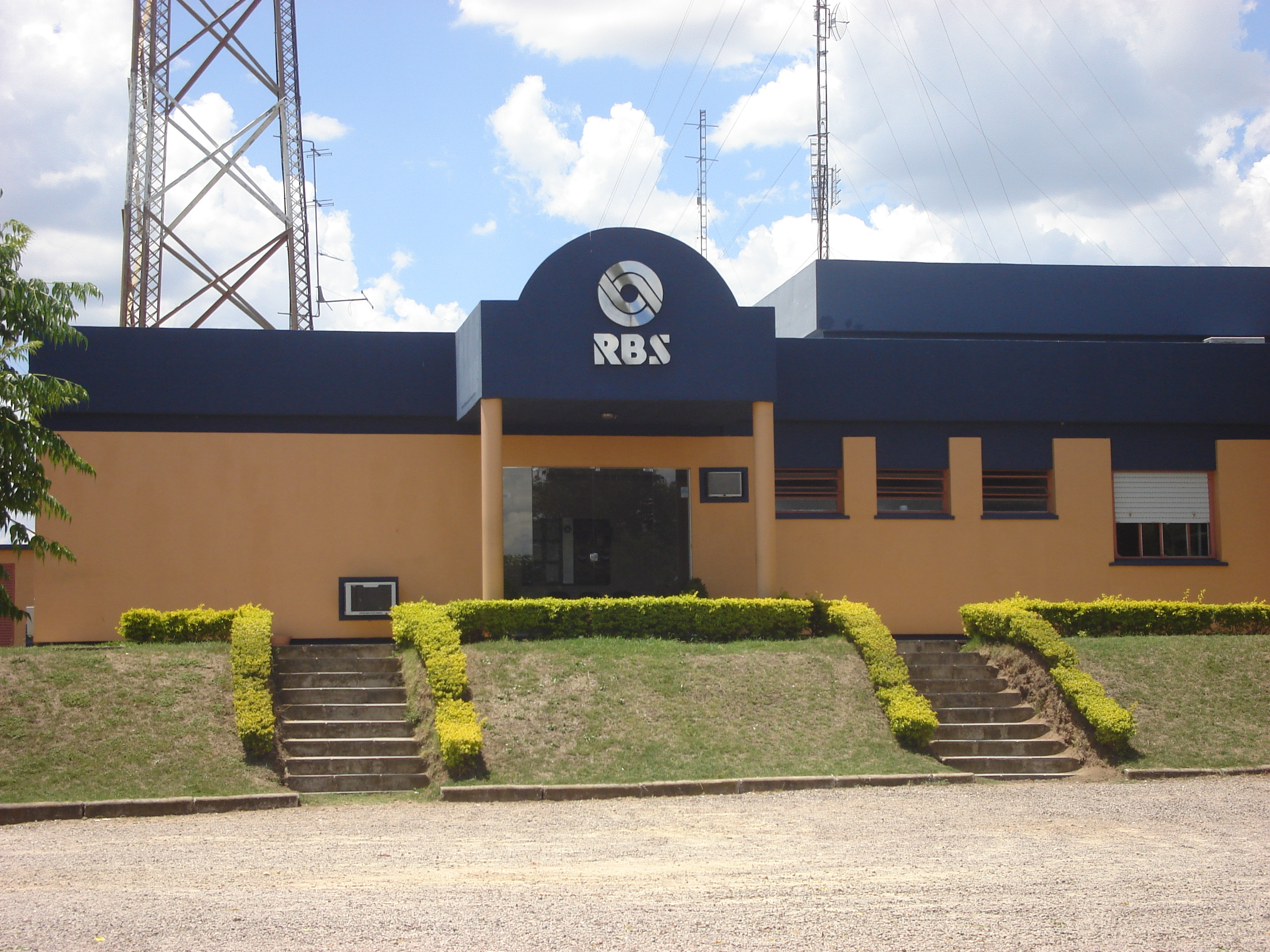
RBS TV Bagé

- ClicRBS
- Agrol
- hagah

### Rural

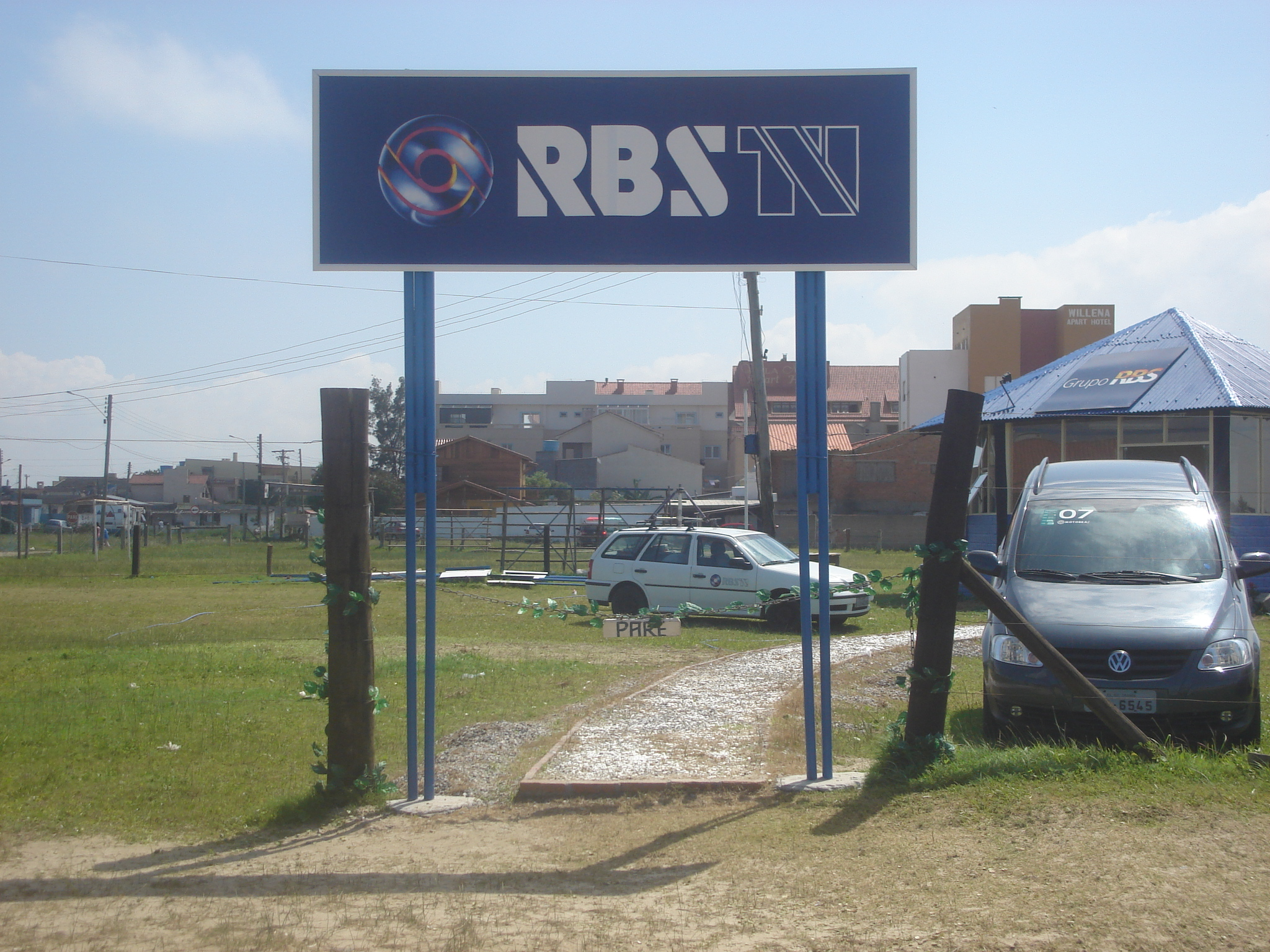
Estudio de verano de la RBS TV en la playa de Cassino.

- Rádio: Rural AM
- Televisión: Canal Rural
- Internet: Agrol
- Planejar

### Eventos, marketing y logística
- RBS Eventos
- Direkt
- viaLOG

### Otros segmentos
- TVCOM
- Editora: RBS Publicaciones
- Grabadora: Orbeat Music
- Acción Social: Fundación Mauricio Sirotsky Sobrinho
- Holding: RBS Participaciones S.A.